# انوشا دندکار
انوشا دندکار (به انگلیسی: Anusha Dandekar) (زاده ۹ ژانویه ۱۹۸۲) خواننده، بازیگر هندی است.
از فیلم‌هایی که وی در آن نقش داشته است می‌توان به آنتونی کیست؟، شهر طلا و تضاد اشاره کرد.